# SMCP
SMCP (англ. Sperm mitochondria associated cysteine rich protein) – білок, який кодується однойменним геном, розташованим у людей на короткому плечі 1-ї хромосоми.  Довжина поліпептидного ланцюга білка становить 116 амінокислот, а молекулярна маса — 12 767.
| 10         |  | 20         |  | 30         |  | 40         |  | 50         |
| ---------- |  | ---------- |  | ---------- |  | ---------- |  | ---------- |
| MCDQTKHSKC |  | CPAKGNQCCP |  | PQQNQCCQSK |  | GNQCCPPKQN |  | QCCQPKGSQC |
| CPPKHNHCCQ |  | PKPPCCIQAR |  | CCGLETKPEV |  | SPLNMESEPN |  | SPQTQDKGCQ |
| TQQQPHSPQN |  | ESRPSK     |  |            |  |            |  |            |

A: Аланін

C: Цистеїн

D: Аспарагінова кислота

E: Глутамінова кислота

G: Гліцин

H: Гістидин

I: Ізолейцин

K: Лізин

L: Лейцин

M: Метіонін

N: Аспарагін

P: Пролін

Q: Глутамін

R: Аргінін

S: Серин

T: Треонін

Задіяний у такому біологічному процесі як запліднення. 
Локалізований у цитоплазмі, мембрані, мітохондрії.